# 헨리 버거

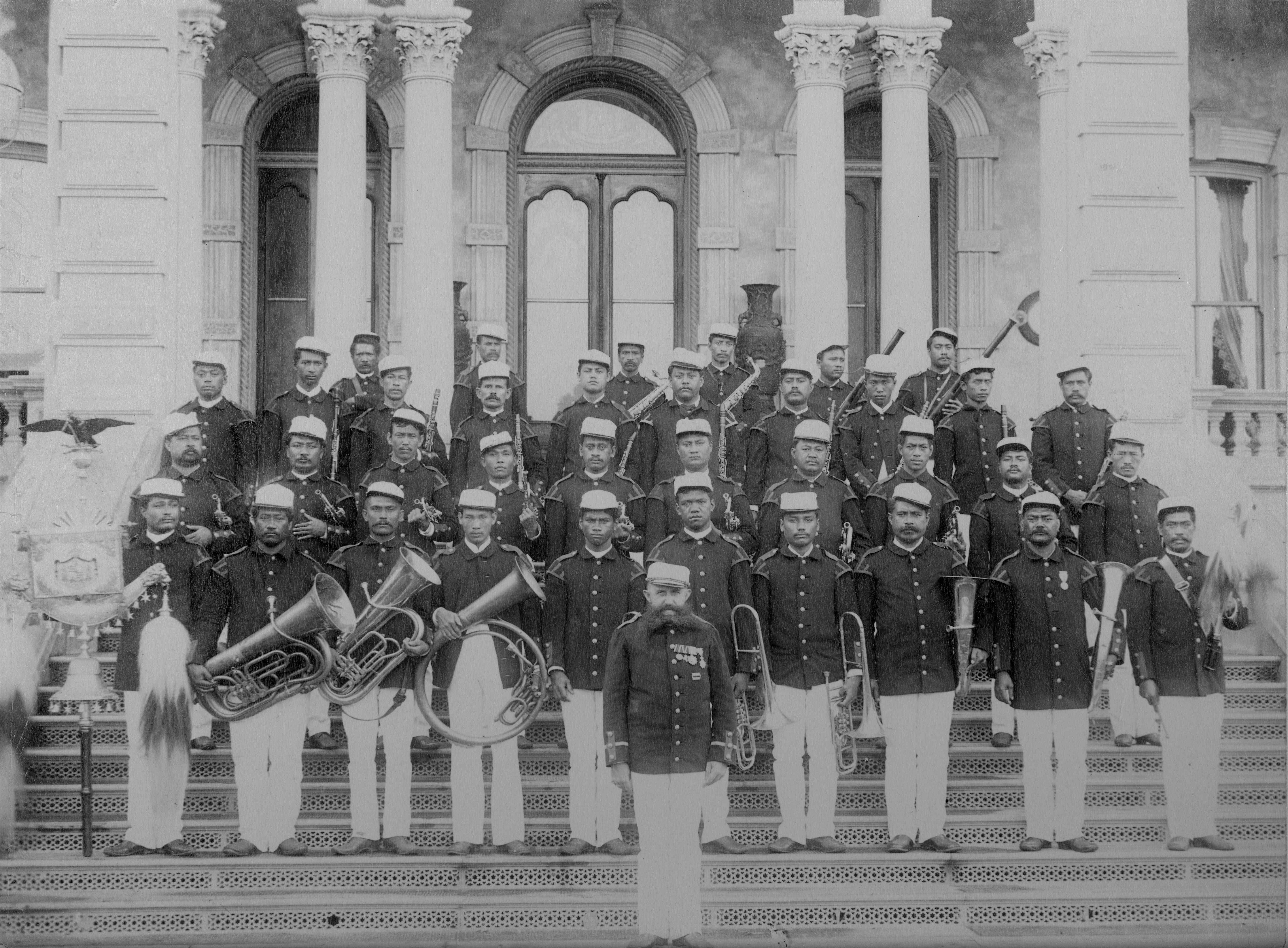
헨리 버거 (Henri Berger), 미국에서 가장 오래된 시립 밴드 인 Royal Hawaiian Band 의 밴드 마스터

헨리 또는 헨리 버거(1844년 8월 4일 ~ 1929년 10월 14일)는 1872년부터 1915년까지 하와이 왕국의 프러시아 카펠마이스터 작곡가 겸 왕실 밴드 마스터였다.

## 생애
버거는 베를린에서 하인릭 오거스트 윌헬므 버거로 태어나 독일 제국 군대 밴드의 일원이 되었다. 그는 독일의 작곡가이자 왕실 밴드 지휘자인 Johann Strauss, Jr.에서 근무했으며, 독일의 Kaiser Wilhelm I는 Berger를 포츠담 역에서 Kamehameha V 왕에게 알려 주어 왕의 밴드를 지휘했다. 그는 1872년 6 월 호놀룰루에 도착하여 프랑코 프러시아 전쟁에서 서비스를 시작했고, 1877년, 칼라 카 우아 왕 은 버거를 로열 하와이 밴드의 전 지도자으로 임명했다. 1879년, 그는 하와이 왕국의 귀화 시민이되었다.
버거는 미래의 여왕 릴리와 친구가 되었다. 버거는 그녀가 작곡한 곡을 브라스 밴드에서 연주했고, 여왕은 버거를 "하와이 음악의 아버지"라고 불렀다. 1893년부터 1903년까지 밴드 마스터는 Kamehameha Schools와 협력하여 음악 프로그램을 개발했다. 그는 또한 오늘날 호놀룰루 심포니를 건설했다.
그는 수천 번의 공개 행사에서 정부 밴드를 이끌었다. 그 중 배가 호놀룰루 부두를 떠난 "증기의 날"이있었다. 밴드는 " Auld Lang Syne "또는 "나를 떠난 소녀"로 참가자들을 세레나데로 이끌었다.
그 뒤, 버거는 왕실 밴드 마스터로 재직하면서 전통적인 하와이 찬송가, 노래 및 기타 하와이 음악을 인쇄하여 자신의 생존을 보장했다. 동시에 버거는 "훌라 행진", " 힐로 행진 ", "코 할라 행진"및 "스위트 레이 Lehua"의 고전을 구성했다.